# 朱利安學院
朱利安學院（Académie Julian）是法國巴黎一所藝術學校。

## 學生
- 皮爾·波納爾
- 蓋伊·羅斯（Guy Rose）[1]
- Mirra Alfassa[2]
- 羅伯特·亨利（Robert Henri）[1]